# Over de onthouding van dierlijk voedsel
Over de onthouding van dierlijk voedsel (Oudgrieks Περί αποχής εμψύχων / Perí apochés empsúchon, Latijn De abstinentia ab esu animalium) is een 3e-eeuws boek van Porfyrios over vegetarisme. Letterlijk laat de Griekse titel zich vertalen als Over de onthouding van bezielden. De auteur begint met de argumenten te geven voor het eten en offeren van dieren, om ze dan te weerleggen. Hij toont aan dat het op grond van kennis over mensen en goden ongepast is, op grond van kennis over dieren onrechtvaardig, en op grond van kennis over niet-Grieken onnodig. Het boek is bijna geheel overgeleverd.

## Context
De Syrische Griek Porfyrios (ca. 234-305) was een neoplatonist en leerling van Plotinos. Met het boek probeerde hij zijn vriend Firmus Castricius, die christen zou zijn geworden om weer vlees en wijn te kunnen gebruiken, tot inkeer te brengen. De tekst is opgevat als een brief aan Castricius.

## Inhoud

### Boek I: tegenstanders van vegetarisme, eerste repliek
In het eerste boek overloopt Porfyrios de filosofische argumenten tegen vegetarisme, zoals die naar voren waren gebracht door peripatetici, stoïcijnen en epicuristen. Dit levert soms interessante inzichten op, zoals over het sociaal-contractdenken van de epicuristen.
Tussendoor – en niet steeds duidelijk afgebakend – brengt Porfyrios zijn eigen, neoplatonische visie naar voren. Hij ziet de mens als een vergeestelijkt wezen dat zich moet losmaken van de zintuiglijkheid. Ons eten moet licht verteerbaar en matig zijn. Dierlijk voedsel is belastend voor de gezondheid en leidt tot ongewenste lichamelijke impulsen (Porfyrios achtte seksuele onthouding hoog).

### Boek II: ongepastheid van vlees
De stelling in dit deel is dat dierenoffers ongeschikt zijn om de goden te behagen. In Porfyrios' maatschappij was vlees eten sterk verbonden met zulke offers, hoewel hij de twee zaken filosofisch uit mekaar houdt. Volgens hem waren de eerste offers uitsluitend plantaardig en hadden dierenoffers pas hun intrede gedaan in periodes van hongersnood, plagen of oorlog. Hij stelt dat het offeren van tamme dieren onrechtvaardig is, omdat ze ons niets hebben misdaan. Het offeren van wilde en schadelijke dieren is de goden dan weer onwaardig. In dit boek zijn lange passages van Theofrastos opgenomen (grotendeels of helemaal uit het verloren werk Over de vroomheid).

### Boek III: onrechtvaardigheid van vlees
In het derde deel van het werk keert Porfyrios zich voornamelijk tegen de stoïcijnen om aan te tonen dat rechtvaardigheid verschuldigd is aan dieren. Hij leunt hiervoor sterk op Ploutarchos. Volgens Porfyrios waren Aristoteles, Plato, Empedokles, Pythagoras en Demokritos het erover eens dat dieren kunnen denken. Hij sluit zich daarbij aan, verwijzend naar het feit dat dieren menselijke commando's kunnen leren en dat ze nadenken over het juiste handelen binnen de situatie waarin ze zich bevinden. Wie het genot van vlees eten boven een rechtvaardige behandeling van dieren stelt, vernietigt het recht. Omgekeerd zal wie dieren niet langer schaadt, zijn innerlijk voeden met het goede.

### Boek IV: onnodigheid van vlees
Het onvolledige laatste boek beschrijft hoe het vegetarisme in de praktijk is gebracht. Porfyrios begint met een bespreking van de mythische Gouden Tijd, om dan een hachelijke antropologische blik te werpen op de Spartanen, Egyptenaren, Essenen, Brahmanen en Gymnosofisten. De tekst breekt af na de uiteenzetting over de Atheense wetgever Triptolemos, wat inhoudt dat het deel over Romeinse vegetariërs verloren is.

## Uitgaven
Het archetype van alle overgeleverde manuscripten is de 14e-eeuwse Vaticanus gr. 325. In 1548 deed Piero Vettori de tekst voor het eerst in druk verschijnen.
- Giuseppe Girgenti, Astinenza dagli animali. Porfirio, 2005. ISBN 884521107X
- Jean Bouffartigue, Michel Patillon en Alain-Philippe Segonds, Porphyre, De l'abstinence, vol. I, 1977, ISBN 2251002820, vol. II, 1979, ISBN 2251102825, vol. III, 1995, ISBN 9782251004440
- Augustus Nauck, Porphyrii philosophi Platonici opuscula selecta, 1886, p. 112-270
- Johannes Bernardus Felicianus, Porphyrii philosophi De abstinentia ab esu animalium, 1767

## Vertalingen
- Detlef Weigt, Porphyrios. Über die Enthaltsamkeit von fleischlicher Nahrung, 2004. ISBN 3937554033
- Gillian Clark, Porphyry. On Abstinence from Killing Animals, 2000. ISBN 0801436923
- Thomas Taylor en Esme Wynne-Tyson, Porphyry on Abstinence From Animal Food, 1965
- Eduard Baltzer, Porphyrius vier Bücher von der Enthaltsamkeit. Ein Sittengemälde aus der römischen Kaiserzeit, 1869
- Thomas Taylor, Select works of Porphyry, containing his four books On abstinence from animal food, his treatise On the Homeric cave of the nymphs, and his Auxiliaries to the perception of intelligible natures, 1823 (Book One, Book Two, Book Three, Book Four)

## Voetnoten
1. ↑  Luc Brisson, "Firmus Castricius", in: Richard Goulet (red.), Dictionnaire des philosophes antiques, vol. III, 2000, p. 425. ISBN 2271057485
2. ↑  Gillian Clark, Porphyry: On Abstinence from Killing Animals, 2014, p. 22
3. ↑  De non necandis ad epulandum animantibus libri IIII, Florence, 1548

- Biblioteca Nacional de España: XX3433902
- Bibliothèque nationale de France: cb12008472b (data)
- Catàleg d'autoritats de noms i títols de Catalunya: 981058613882206706
- Gemeinsame Normdatei: 4646810-9
- Library of Congress Control Number: n85195561
- Nationale Bibliotheek van Israël: 987007346539605171
- Système universitaire de documentation: 077765222
- Virtual International Authority File: 181478467